# Pe jumătate cântec (piesă de teatru)
Pe jumătate cântec este o piesă de teatru (monodramă) scrisă de Crista Bilciu.

## Prezentare
„Pe jumătate cântec” spune povestea Francescăi de la 5 până la 33 de ani, în nouă tablouri, fiecare surprinzând o vârstă, un univers, o întâmplare dintre cele care contează și care pot modela sau frânge un destin. O poveste despre ratare, despre ce se întâmplă atunci când nu ai curajul să îți urmezi visele și te încurci în propria ta viață, ca într-o haină cu câteva numere prea mare. Despre cum ajunge viața netrăită să te roadă pe dinăuntru ca un cancer. 

## Reprezentații
- 2016 - Teatrul de Foc, regia Crista Bilciu, cu Anda Saltelechi (spectacol preluat în 2018 de Teatrul Odeon din București)

## Premii
- Dramaturga Crista Bilciu a câștigat cu acest text Marele Premiu Gala Star, Bacău în 2015
- Actrița Anda Saltelechi a câștigat cu acest rol Premiul pentru cea mai bună actriță la Festivalul Internațional al Teatrelor de Studio Pitești (2017);

Premiul pentru cea mai bună actriță în rol principal la Fest(in) pe Bulevard, Teatrul Nottara, București (2017); 
Premiul pentru cea mai bună actriță la Festivalul Internațional de Teatru Oradea (2017); 
Premiul pentru cea mai bună actriță la Festivalul Internațional “Aplauzele de aur ale Bucovinei” de la Cernăuți, Ucraina (2019); 
Premiul pentru cea mai bună actriță la New Wave Theater Festival, Reșița (2019)
- Regizoarea Crista Bilciu a câștigat cu acest spectacol Premiul pentru Regie – Crista Bilciu la New Wave Theater Festival, Reșița (2019)

## Legături externe
- Liternet: Când visul devine corosiv (de Ruxandra Maria Burcescu)
- Yorick: Pe jumătate cântec la Festivalul Național de Teatru
- Revista Teatrală Radio: De trei ori aplauze pentru Francesca (Ion Parhon) Arhivat în 8 ianuarie 2019, la Wayback Machine.
- Yorick: Francesca sau povestea unei fetițe care stătea în genunchi pe boabe de fasole
- Radio Europa Liberă: Pe jumătate cântec, pe jumătate șoaptă (Sorin Șerb)
- Zi de zi: Cronică FNT. Pe jumătate cântec, 100% teatru (de Andrei Vornicu)
- Contributors: Cântec pentru o actriță (de Mircea Morariu)